# 布拉蒙 (默尔特-摩泽尔省)
布拉蒙（法語：Blâmont，法語發音：[blamɔ̃]），法国东北部城市，大东部大区默尔特-摩泽尔省的一个市镇，隶属于吕内维尔区，其市镇面积为7.41平方公里，2022年1月1日时人口数量为1,046人，在法国城市中排名第9,342位。
布拉蒙位于默尔特-摩泽尔省东南部，沃祖兹河畔，2017年起成为山麓沃祖兹市镇公共社区的办公驻地。

## 历史
布拉蒙历史上长期为一普通村庄，中世纪时为一处封建领主的宅邸所在地，法国大革命后成为默尔特-摩泽尔省的一个市镇，并在1790至1795年间为一个地区行署（chef lieu de district）。工业革命期间，法国公路干线国道N4线从布拉蒙通过，为当地带来了一定的发展。1988年，布拉蒙成为沃祖兹市镇公共社区的办公驻地，2017年，该社区和相邻的孚日山麓市镇公共社区合并成为山麓沃祖兹市镇公共社区，布拉蒙仍为办公驻地。

## 地理
布拉蒙位于法国东北部，大东部大区中东部和默尔特-摩泽尔省东南部，距离省会南锡大约64公里。与布拉蒙接壤的市镇包括：巴尔巴、沃祖兹河畔多梅夫尔、弗雷蒙维尔、戈涅、勒派、韦尔德纳勒。

### 地形
布拉蒙位于孚日山西北部，境内以丘陵为主，市区地势整体平坦，全境海拔在254到336米之间。

### 水文
沃祖兹河自东向西流经境内，该河是摩泽尔河的支流。此外市区东侧有一处水塘。

### 植被
布拉蒙属于温带落叶林区，市区内的林地主要分布于市区周边。

### 气候
布拉蒙在柯本气候分类法中属于温带海洋性气候，因距离海岸线相对较远，故偶尔受到大陆气团的控制。

## 行政区划
布拉蒙是法国大东部大区默尔特-摩泽尔省的一个市镇，编号为54077，隶属于吕内维尔区和巴卡拉县，同时也是山麓沃祖兹市镇公共社区的办公驻地。
法国国家统计与经济研究所（简称）在进行数据统计时，未将巴拉蒙划入任何城市核心区及城市区，并将布拉蒙整体看作一个“块区”（IRIS）。

## 交通

### 公路
法国国道N4线从布拉蒙市区北部经过，另有多条默尔特-摩泽尔省省道在布拉蒙境内交汇，大东部大区下属的城际客运提供巴士线路，可前往吕内维尔。2017年，56.9%的布拉蒙家庭拥有至少一辆的私人汽车。2016年，布拉蒙境内共发生各类交通事故1起，造成1人受伤。

### 铁路
距离布拉蒙最近的铁路车站为伊涅-阿夫里库尔站，该站停靠往返于南锡和斯特拉斯堡一线的区域列车，但是每天只有往返三班，并且仅在工作日开行。

### 航空
距离布拉蒙最近的民用航空站为斯特拉斯堡机场，距离布拉蒙市中心的公路里程约89公里。

### 城市公共交通
布拉蒙地区暂无城市公共交通系统。

## 政治

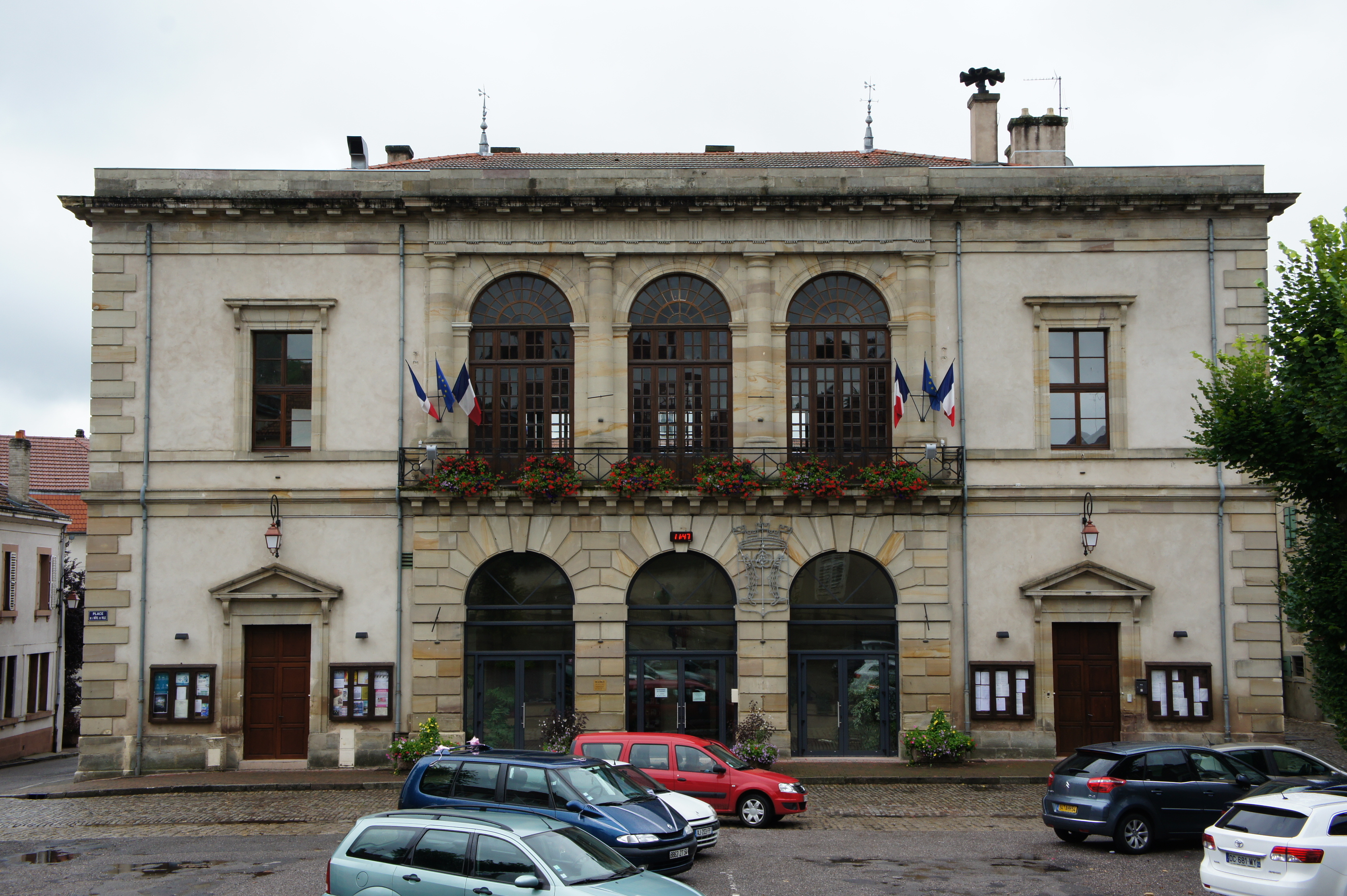
布拉蒙市政厅

布拉蒙的现任市长为蒂埃里·默朗先生（Thierry Meurant），他是一名右翼无党派人士，在2020年的市政选举中获得了100%的支持率（无其他候选人，直接连任）。
在2017年的法国总统大选中，法国民族阵线联盟主席让-玛丽·勒庞在布拉蒙获得了54.03%的支持率。

## 人口
2017年，布拉蒙市镇人口数量为1,702，在法国排名第9,342位。其中男性535人，女性537人，75岁及以上人口占11.1%，外籍人口数量为41人，人口密度为145人/平方公里，当地居民被称为（男性）或（女性）。2018年，布拉蒙境内出生8人，死亡人口19人。
| 年份   | 1936  | 1946  | 1954  | 1962  | 1968  | 1975  | 1982  | 1990  | 1999  | 2006  | 2007  | 2012  | 2017  |
| ------ | ----- | ----- | ----- | ----- | ----- | ----- | ----- | ----- | ----- | ----- | ----- | ----- | ----- |
| 人口數 | 1,606 | 1,110 | 1,253 | 1,409 | 1,400 | 1,257 | 1,399 | 1,318 | 1,261 | 1,190 | 1,180 | 1,099 | 1,072 |

## 财政
2018年，布拉蒙的财政收入总额为875,560欧元，财政支出总额为720,420欧元，当年的债务总额为170,000欧元。
2018年，布拉蒙的家庭月均收入为1,404欧元，低于法国平均水平（2,238欧元）。

## 社会事务

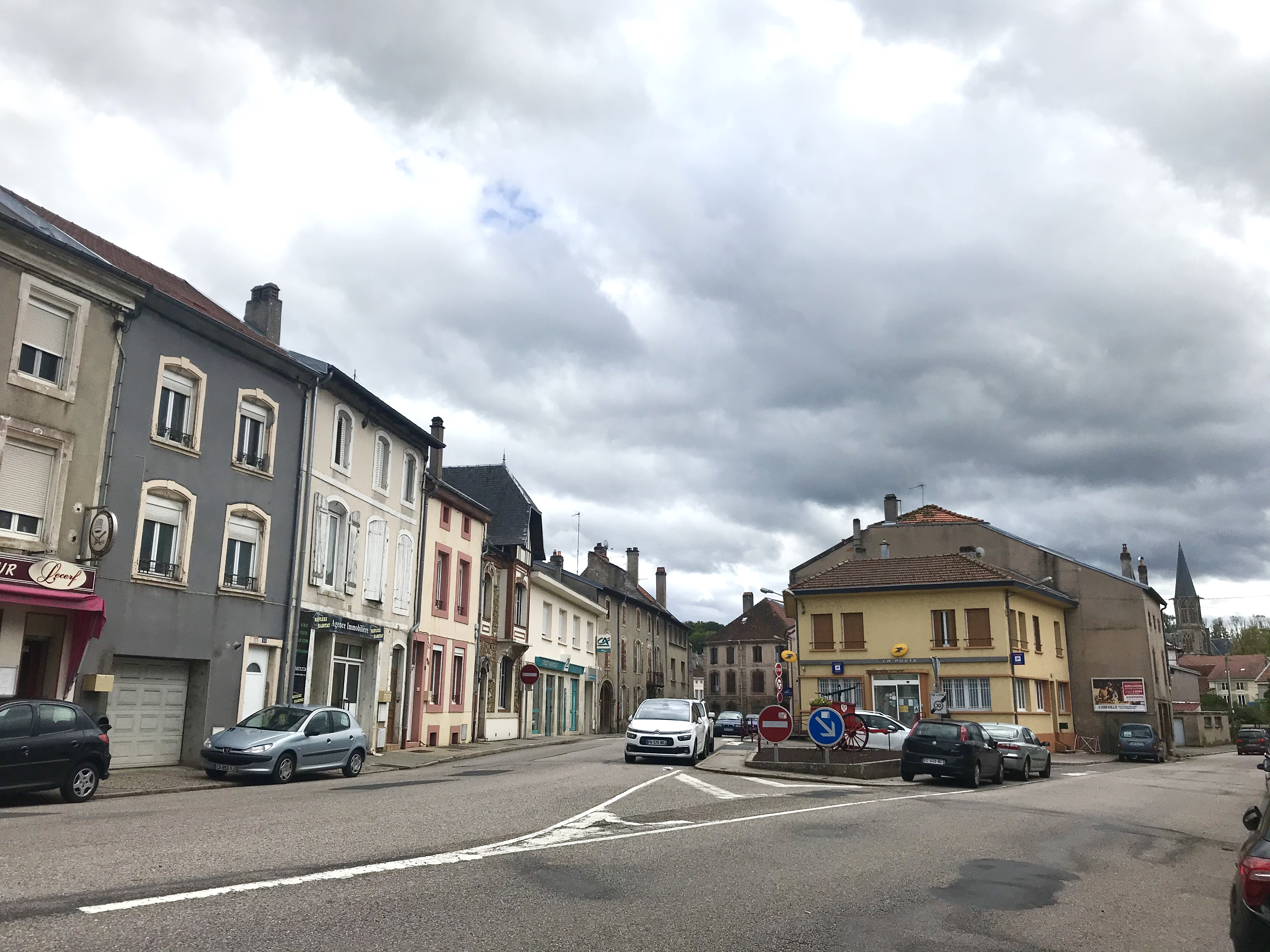
布拉蒙镇中心

### 教育
布拉蒙属于南锡-梅斯学区。截止2019年1月1日，布拉蒙境内共有1所幼儿园和1所小学。

### 医疗
截止2019年1月1日，布拉蒙境内共有全科医生3名、保健师2名、牙医1名和护士5名。境内共有药房1家和养老院2家。
距离布拉蒙最近的较近的公立医疗机构为萨尔堡中心医院（Centre Hospitalier de Sarrebourg，25公里）和吕内维尔中心医院（Centre Hospitalier de Lunéville，33公里）。

### 住房
2017年，布拉蒙境内共有各类住房569套，其中74%为常住房屋。境内无集中式居民楼。

### 商业
2018年，布拉蒙境内共有各类商铺63家，其中餐饮服务类30家。市区西北部有Aldi综合超市。

### 体育
2019年，布拉蒙境内共有1处体育场、2处网球场和1处足球或橄榄球场。
布拉蒙体育联盟（AS Blâmont）是当地的一支足球队，2020至2021赛季参加省级足球联赛。

### 环境
布拉蒙的环境事务由其所属的公共社区负责。2018年，布拉蒙境内暂无家污染企业。

### 治安
2014年，布拉蒙及附近地区共发生各类案件1,979起，其中盗窃类案件1,105起，经济类案件234起，毒品交易类案件161起。

## 文化

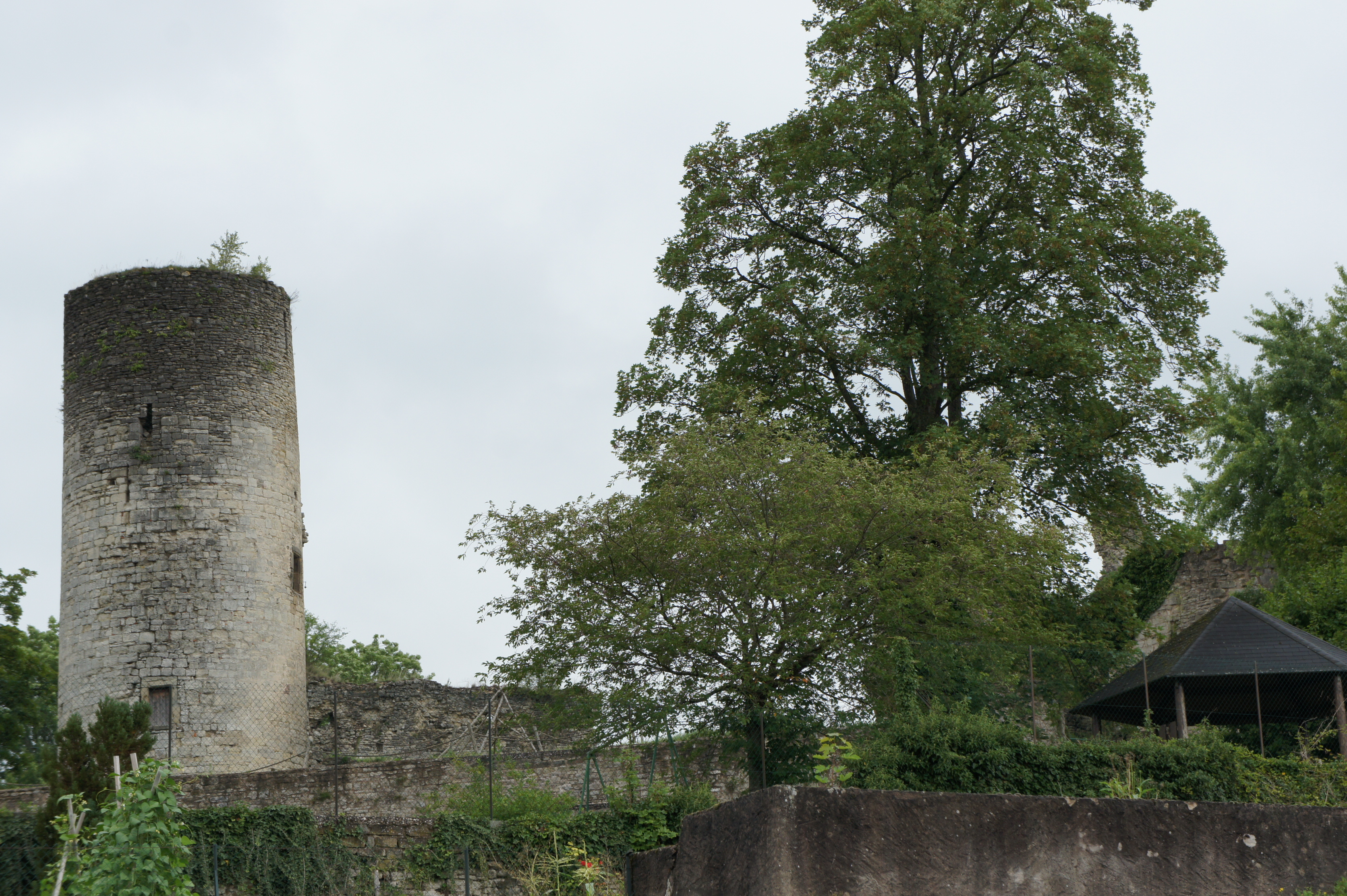
布拉蒙城堡遗址

布拉蒙境内有1家电影院。

### 建筑
布拉蒙境内有多处法国国家文物保护单位，其中圣莫里斯教堂（Église Saint-Maurice）和布拉蒙城堡遗址是当地的代表性建筑物。

### 旅游
布拉蒙的旅游事务由其所属的公共社区负责，2020年，布拉蒙境内有1家宾馆共7间房间，另有1处露营地，可容纳55辆野营车。

### 媒体
法国主要的媒体均可在布拉蒙接收，法国电视三台下属的大东部大区频道在部分时段播出布拉蒙所属区域的地方新闻。

## 相关人物
法国女政治家西蒙娜·韦伊之夫安托万·韦伊出生于布拉蒙。